# Nágaszéna
Nágaszéna kasmíri buddhista bölcs volt az i. e. 2. században. I. Menandrosz indo-görög király dharmával kapcsolatos kérdéseire Nágaszéna ad válaszokat a Milinda-panyha szövegeiben (páli kánon, Vinaja-pitaka, Khuddaka-nikája).

## Milinda-panyha
A Milinda-panyha legrégebbi részeiről úgy tartják, hogy valamikor i. e. 100 és i. sz. 200 között írhatták szanszkrit nyelven; azonban a Srí Lanka-i páli kiadáson kívül semmilyen más változata nem ismert.
A tudósok általánosan úgy vélik, hogy a Milinda-panyha egy összetett mű, amelyet az idő során többen is kiegészítettek különböző szöveg részekkel. Egyik magyarázat erre az, hogy a szöveg kínai változata lényegesen rövidebb.
A legrégebbi páli kéziratot 1495-ben másolták. A szövegben elhangzó meta-hivatkozások alapján a szöveg jelentős része elveszett, ezáltal a Milinda-panyha a páli kánon egyetlen olyan műve, amely nem teljes egészében maradt fent.
A szöveg leírja, hogy Nágaszéna a Tripitaka szövegeit a görög buddhista szerzetes Dharmaraksita segítségével tanulmányozta Pátaliputra (a mai Patna közelében) ősi indiai városban. A tanító segítségével elérte a megvilágosodást és az arhat tudatszintet.

## A thai hagyományok szerint
Egy hagyomány szerint Nágaszéna vitte el Thaiföld területére Buddha legelső ábrázolását, a Smaragd Buddhát. A legenda szerint a Smaragd Buddhát Indiában készítette Nágaszéna i. e. 43-ban Pátaliputra városában.
Nágaszéna alakja a Milinda-panyha szövegein és ezen a legendán kívül semmilyen más forrásban nem szerepel.

## Ábrázolása
Nágaszéna hagyományosan a 18 Arhat egyike. Általában úgy ábrázolják, hogy jobb kezében egy ún. khakkharát (botot), a bal kezében pedig egy vázát tart. Későbbi megjelenítései kopasz, idősödő szerzetesként ábrázolják, aki a botjával vakargatja a fülét, amely a hallás megtisztításának szimbóluma.